# Grand Prix Pino Cerami 2012
Il Grand Prix Pino Cerami 2012, quarantaseiesima edizione della corsa e valida come evento dell'UCI Europe Tour 2012 categoria 1.1, si svolse il 5 aprile 2012 su un percorso totale di circa 200,2 km. Fu vinto dal belga Gaëtan Bille che terminò la gara in 4h52'11", alla media di 41,11 km/h.
All'arrivo 127 ciclisti portarono a termine il percorso.

## Ordine d'arrivo (Top 10)
| Pos. | Corridore           | Squadra        | Tempo    |
| ---- | ------------------- | -------------- | -------- |
| 1    | Gaëtan Bille        | Lotto          | 4h52'11" |
| 2    | Romain Feillu       | Vacansoleil    | s.t.     |
| 3    | Jonas Van Genechten | Lotto          | s.t.     |
| 4    | Guillaume Boivin    | SpiderTech     | s.t.     |
| 5    | Ryan Anderson       | SpiderTech     | s.t.     |
| 6    | Christophe Laborie  | Saur-Sojasun   | s.t.     |
| 7    | Moreno Hofland      | Rabobank Cont. | s.t.     |
| 8    | Borut Božič         | Astana         | s.t.     |
| 9    | Jean-Pierre Drucker | Accent.jobs    | s.t.     |
| 10   | Marco Minnaard      | Rabobank Cont. | s.t.     |